# Lutherhaus
El Lutherhaus (en español: Casa de Lutero) es un edificio en Wittenberg, Sajonia-Anhalt, Alemania. Fue originalmente construido en 1504 como parte de la Universidad de Wittenberg, el edificio fue residencia del reformador alemán Martín Lutero, en el cual vivió la mayor parte de su vida adulta y tiene un gran significado en la historia de la Reforma protestante. Lutero vivía aquí cuando escribió sus 95 tesis que, según la tradición, clavó en la puerta de la Iglesia de Todos los Santos el 31 de octubre de 1517. El Augusteum es un anexo del edificio original construida después de la muerte de Lutero para ser la sede de un seminario protestante y una biblioteca que existe hasta la actualidad. Desde 1996 ambos edificios están reconocidos como Patrimonio de la Humanidad por la UNESCO.

## Historia
Cuando la universidad fue fundada en 1503, los monjes de la Orden de San Agustín se instalaron en lo que anteriormente pertenecía al Heiligegeisthospital (Hospital del Espíritu Santo) ubicado cerca de la Puerta Elster. Fue construido un claustro, que fue llamado el Monasterio negro debido al color del hábito de los monjes agustinos, que fue residencia y seminario de estos en Wittenberg. En 1507, después de su ordenación como sacerdote en Erfurt, Martin Lutero fue persuadido por Johann von Staupitz de continuar sus estudios y él vivió en una celda ubicada en la esquina suroeste del nuevo monasterio. En 1512 él se graduó de Doctor en Teología y fue parte de la Facultad de Teología de la Universidad de Wittenberg, convirtiéndose en Doctor de la Biblia. Lutero empezó a desarrollar y predicar los principios básicos de la Reforma protestante y publicó sus 95 tesis que enseñó.
Lutero vivió en el convento hasta 1521, cuando se refugió en el castillo de Wartburg (después de la Dieta de Worms, debido a las tensiones políticas que causó la Reforma. Durante la Guerra de los campesinos partes de la universidad fueron abandonadas, incluyendo el monasterio, fueron. En 1524, después que Lutero regresó a Wittenberg, el Elector de Sajonia le donó el monasterio a la familia de Lutero para que le sirviera de residencia y donde vivió hasta su muerte en 1546. Aquí fue donde en 1531 él hizo sus Conversaciones de sobremesa con sus estudiantes.
Después de la muerte de Lutero, en su ciudad natal de Eisleben en 1546, el Lutherhaus le fue devuelto a la universidad en 1564 por sus familiares. El edificio fue remodelado para ser convertido en una pensión estudiantil. Fue construida una escalera en espiral, al refectorio le fue colocado un nuevo techo abovedado y el gran salón, que era la sala de lectura de Lutero, fue redecorado y modernizado.
En 1760 Wittenberg fue atacada por Austria durante la Guerra de los Siete Años, y algunos edificios importantes, como la Iglesia de Todos los Santos, fueron dañados. Aunque el Lutherhaus sobrevivió con daños mínimos fue el inicio de un periodo de decadencia; entre 1761 y 1813 fue usado como hospital militar debido particularmente a las guerras napoleónicas. Posteriormente fue transformado en el Seminario Real por lo que la Universidad de Wittenberg fue disuelta para crear la Universidad de Halle-Wittenberg. Debido al estado de deterioro el arquitecto Friedrich August Stüler fue nombrado para restaurar el Lutherhaus entre 1853 y 1856.

## El Augusteum
El Augusteum es una extensión del Lutherhaus que fue mandada a construir por Augusto de Sajonia en 1564 como biblioteca, aunque los trabajos de construcción no iniciaron hasta 1579 bajo la dirección de Hans Irmisch. El edificio estaba en uso en 1598, cuando la biblioteca de la universidad fue trasladada desde el cercano castillo. En 1686 un teatro fue agregado. En 1736 un museo llamado Anatomicum fue inaugurado, siendo esencialmente una colección de rarezas anatómicas donadas por el rey Augusto III de Polonia.
El Augusteum ganó importancia para la universidad y la ciudad de Wittenberg. La colección de libros de la biblioteca era de 16,000 libros a mediados del siglo XVIII. Fue creada una galería de los príncipes electores de Sajonia, incluyendo cartas genealógicas de los reyes de Dinamarca, Braunschweig y Brandenburgo.
El Augusteum también fue afectado por la decadencia del Lutherhaus. Fue parte del hospital militar durante la Guerra de los Siete Años. Aunque continuó siendo parte del Seminario Real, en contraste con el Lutherhaus, y también se usó como sede del archivo de la Iglesia de Todos los Santos, que estuvo a punto de ser destruido en dicha guerra. Hasta hoy continúa siendo usado como seminario luterano.

## El Museo del Lutherhaus en la actualidad

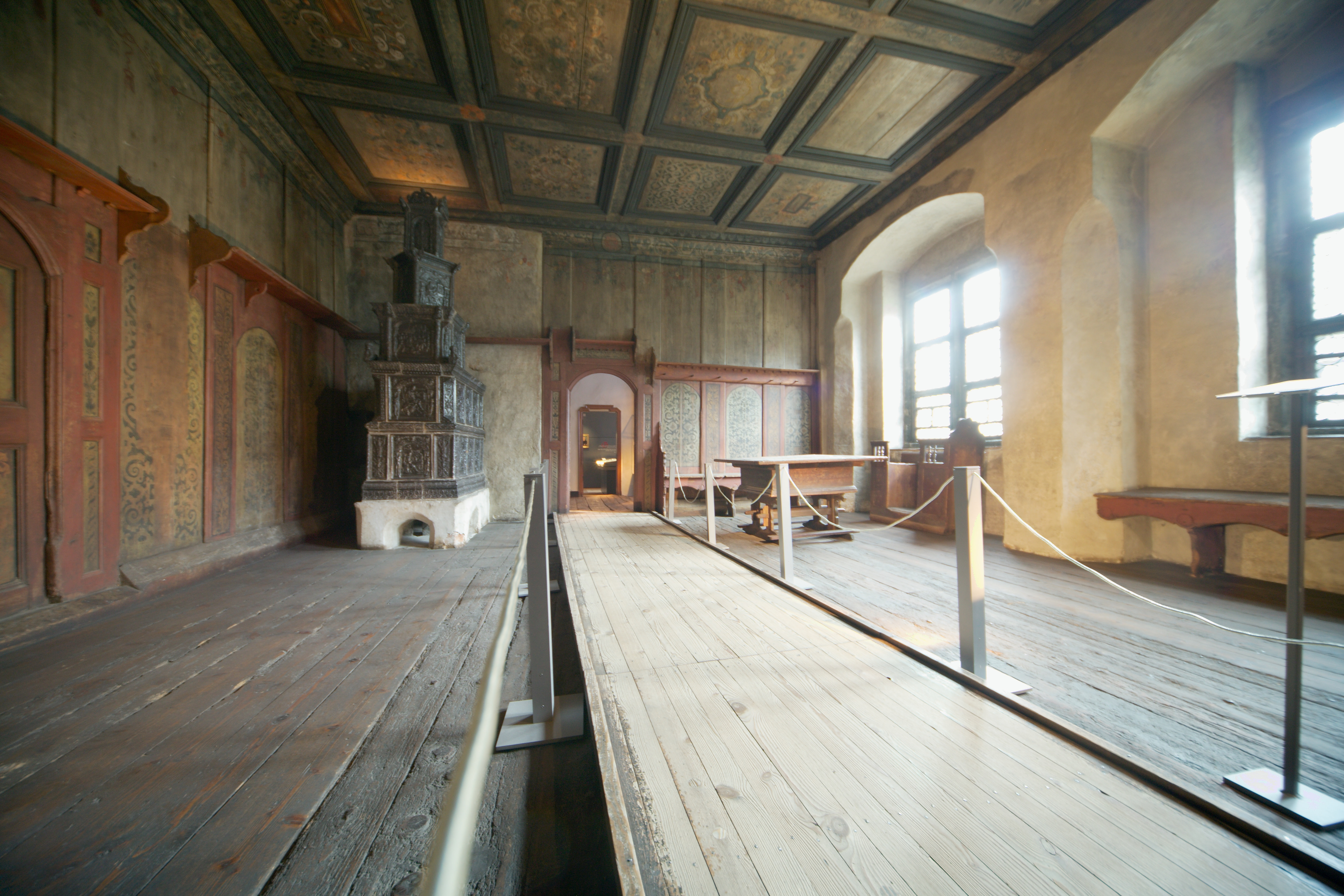
El Lutherstube (cuarto de Lutero) dentro del museo del Lutherhaus.

Después de la restauración de Stüler se decidió abrir un museo sobre la Reforma y la vida de Lutero en el Lutherhaus. Las primeras exposiciones fueron abiertas al público en 1883 y estaban principalmente limitadas al segundo piso, sobre todo el Lutherstube. A partir de 1911 el museo se fue expandiendo gradualmente. Para celebrar el quinto centenario del nacimiento de Lutero y el centenario de la fundación del museo se hicieron expansiones y renovaciones en 1983. En 2002 una nueva área de entrada, diseñada por la firma arquitectónica Pitz y Hoh, originaria de Berlín. La restauración fue hecha en un estilo moderno y fue galardonada con el Premio Arquitectónico de Sajonia-Anhalt. El Lutherhaus es actualmente en el mundo el museo más grande sobre la Reforma. Contiene objetos originales de la vida de Lutero, como su púlpito de la Iglesia de Santa María (Stadtkirche) de Wittenberg, su hábito de monje, cuadros de su amigo el pintor Lucas Cranach el Viejo, biblias, panfletos y manuscritos.